# Hergnies
Hergnies is een gemeente in het Franse Noorderdepartement (Frans: département du Nord) (regio Hauts-de-France). De gemeente maakt deel uit van het arrondissement Valenciennes. Hergnies telde op 1 januari 2022 4.471 inwoners.

## Geografie
De oppervlakte van Hergnies bedroeg op 1 januari 2022 10,75 vierkante kilometer; de bevolkingsdichtheid was toen 415,9 inwoners per km². In het zuiden van de gemeente ligt een deel van het Étang d'Amaury.

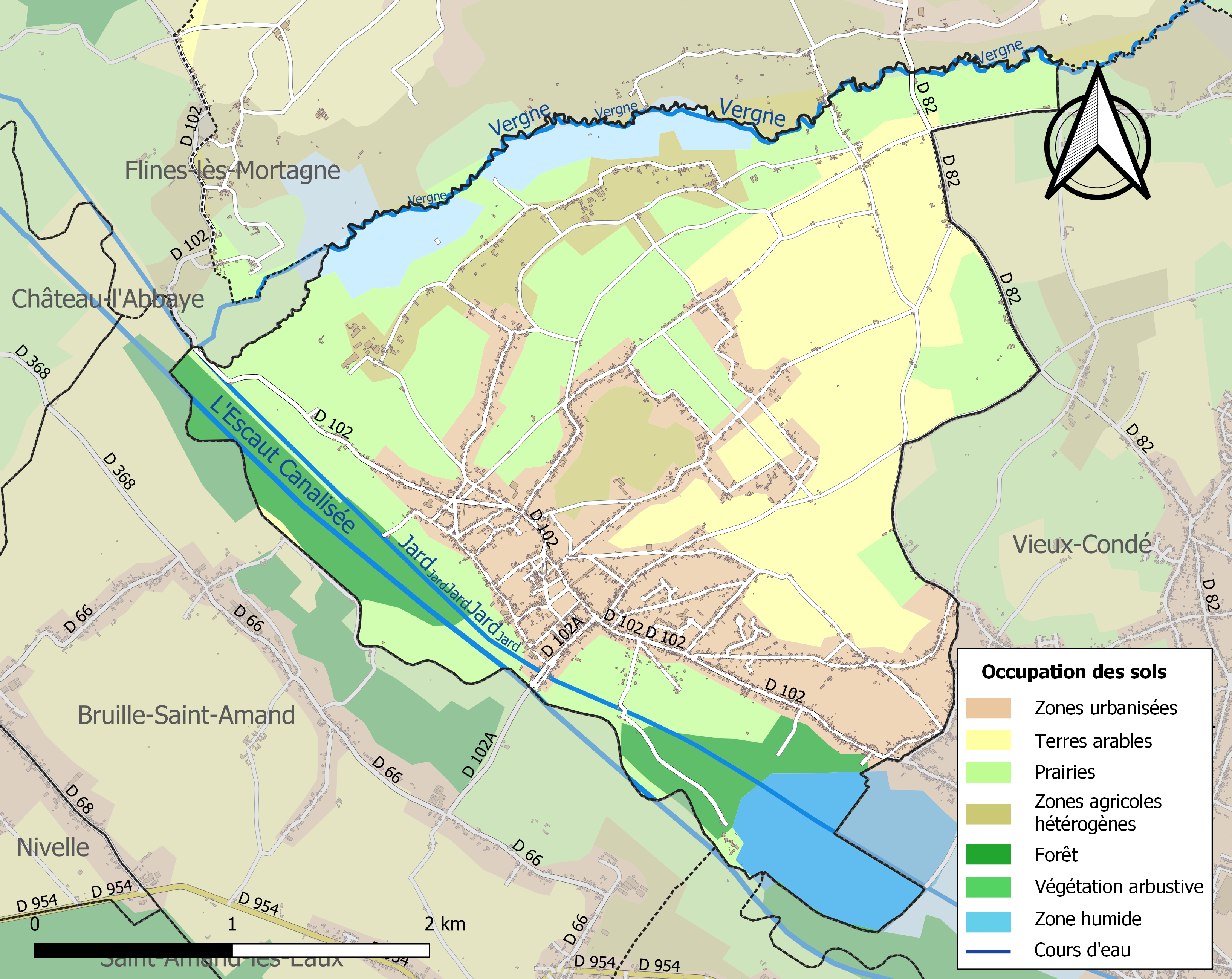
Kaart van de gemeente met belangrijkste infrastructuur, bodemgebruik en omliggende gemeenten

## Bezienswaardigheden
- De Église Saint-Amand

## Demografie
Onderstaande figuur toont het verloop van het inwonertal (bron: INSEE-tellingen).